# Раздаєв Володимир Олександрович
Володимир Олександрович Раздаєв (рос. Владимир Александрович Раздаев; нар. 1 вересня 1944, Анжеро-Судженськ, Кемеровська область, РРФСР) — радянський футболіст та суддя, нападник, російський футбольний тренер. Майстер спорту (1970).

## Життєпис
Старший брат футболіста Віталія Раздаєва. Майже всю кар'єру провів у кемеровському «Хіміку»/«Кузбасі», тільки в 1968 році грав у вищій лізі за «Зорю» (Луганськ).
Закінчив спортивний факультет КемДУ. Працював арбітром, тренером.
З 1971 по 1984 рік працював на шахті Анжеро-Судженськ в бригаді Анатолія Ракитянського. А також працював суддею на різних змаганнях.
Очолював Федерацію футболу Кемеровської області з 1991 по 2006 рік.